# Ammotrecha chiapasi
Ammotrecha chiapasi är en spindeldjursart som beskrevs av Muma 1986. Ammotrecha chiapasi ingår i släktet Ammotrecha och familjen Ammotrechidae. Inga underarter finns listade i Catalogue of Life.